# 聖マーティン教会 (ヒューストン)

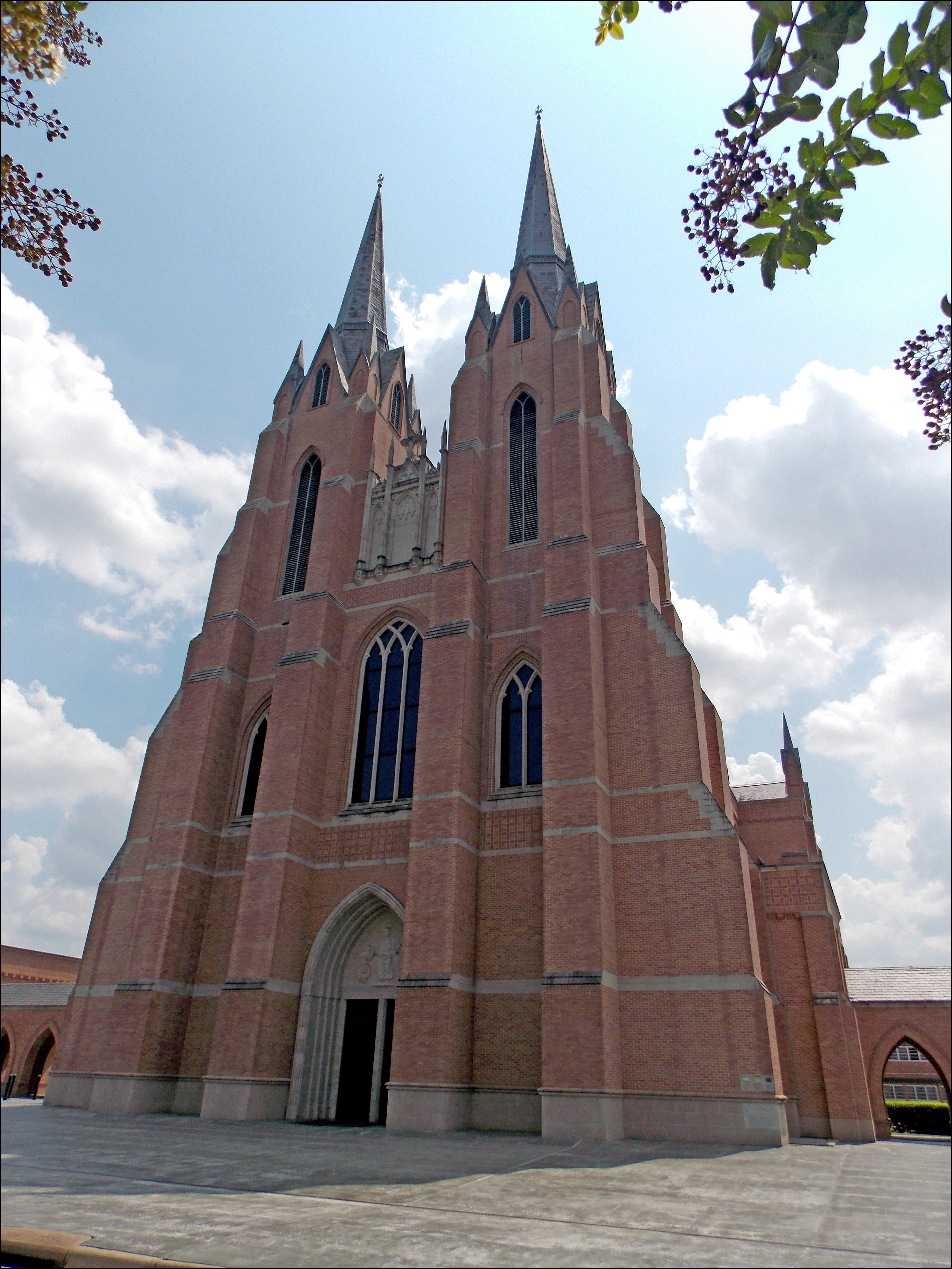
聖マーティン教会（アメリカ合衆国テキサス州ヒューストン）

聖マーティン教会（せいマーティンきょうかい、英語: St. Martin's Church）は、1952年に設立された、アメリカ合衆国テキサス州ヒューストンにある教会で、会員数は9000人で、北米でも最大の聖公会教会である。教会の礼拝は福音的な礼拝・伝統的主流派の礼拝の両方があり、日曜日には6回、水曜日には3回の礼拝がある。

## 教会堂など
聖マーティン教会堂はヒューストンのアップタウンにあり（住所は717 Sage Road座標: 北緯29度45分40秒 西経95度27分59秒 / 北緯29.7611度 西経95.4664度）、7エーカーの土地で、尖塔は188フィートあり、2004年4月11日に完成した。ドイツ・ヘッセン州マールブルクにある聖エリザベート教会を基にゴチック様式で作られた。いくつかの建築賞をもらっている。
敷地内には創始者ホール（1954年建設の最初の教会堂）、旧教会（1959年建設の二番目の教会）、チャペル、事務所、教室、活動センター、図書館、旧用式のチャペルと回廊のある庭園がある。ジ・アイランド、スカウトセンター、青年センター、希望と癒しのセンターが2012年に完成している。

## 歴史
聖マーティン教会は1952年にトマス・バグビー（J. Thomas Bagby）司祭の時に建設が開始した。教会の名称は西欧で収穫祭に祝う聖マルティンの名前を冠した、現在も集会があるイギリス聖公会最古の教会、聖マーティン教会に由来している。1954年には最初の教会堂が完成し、1959年には二番目の教会（現在は旧教会）が完成した。教会の10周年記念には信者が2,791人になった。
その後1990年代には、信者数 7,000人で、北米の聖公会で最大の教会となっている。
2004年には新しい教会堂が完成した。2008年にはカンタベリー大主教ジョージ・ケアリーが聖マーティン教会に来訪している。
2017年、月面へ最後に着陸したユージン・サーナンの葬式があった。同年、レディー・ガガがNRGスタジアムでの第51回スーパーボウルで歌う前にこの教会へ出席している。2018年には、4月にバーバラ・ブッシュ、12月にジョージ・H・W・ブッシュの葬式があった。